# ロンメル軍団を叩け
『ロンメル軍団を叩け』（ロンメルぐんだんをたたけ、Raid on Rommel）は1971年のアメリカ合衆国の戦争映画。第二次世界大戦中の北アフリカ戦線を舞台に、イギリス軍コマンド部隊の活躍を描く。戦闘シーンなど、多くのシーンが1967年に公開された『トブルク戦線』より流用されている。

## ストーリー
1943年、リビア。北アフリカ戦線の連合国軍はエルヴィン・ロンメル元帥のドイツアフリカ軍団に苦しめられ、戦況は日々悪化し続けていた。そんな中、英陸軍は洋上からの反撃を計画。しかし洋上から接近する為にはトブルク軍港に設置された沿岸砲台の排除が不可欠であり、これを果たすべくコマンド部隊からアレックス・フォスター大尉が送りこまれたのであった。フォスターは手始めに捕虜となっているコマンド隊員を救出するべく、傷痍兵を装ってドイツ軍のハインツ・シュレーダー大尉率いる捕虜輸送車列の中に紛れ込む。しかし、合流予定だったコマンド部隊は既に撤退していたこと、また捕虜のうちコマンド隊員は4名だけで、残りは衛生兵と軍医、そして本物の傷病兵ばかりだと明かされる。やむを得ず、フォスターは彼らと共に車列を乗っ取り、作戦の続行を決心する。

## キャスト
| 役名           | 俳優                           | 日本語吹替                    | 日本語吹替                                                                                                   | 日本語吹替                         |
| 役名           | 俳優                           | NETテレビ版                   | フジテレビ版                                                                                                 | TBS版                              |
| -------------- | ------------------------------ | ----------------------------- | --- | ---------------------------------- |
| フォスター     | リチャード・バートン           | 田口計                        | 田口計 | 森川公也                           |
| ターキントン   | クリントン・グレイン           | 柳生博                        | 金内吉男 |                                    |
| シュローダー   | カール＝オットー・アルベルティ | 細井重之                      | 村瀬正彦 |                                    |
| ヴィヴィアンヌ | ダニエル・デ・メッツ           | 池田和歌子                    | 鈴木弘子 | 弥永和子                           |
| ロンメル元帥   | ヴォルフガング・プライス       |                               | 高塔正康 | 上田敏也                           |
| マッケンジー   | ジョン・コリコス               | 雨森雅司                      | 緒方敏也 |                                    |
| 兵役拒否者     | クリストファー・ケリー         |                               | |                                    |
| ガース         | ジョン・オーチャード           |                               | |                                    |
| ライリー       | ブルック・ウィリアムズ         |                               | |                                    |
| ブラウン       | グレッグ・ムラベイ             |                               | |                                    |
| 提督           | ベン・ライト                   |                               | |                                    |
| ウェンブリー   | マイケル・セヴァレイド         |                               | |                                    |
| 戦車兵         | クリス・アンダース             |                               | |                                    |
| 不明 その他    |                                |                               | 若本紀昭 緑川稔 兼本新吾 村山明 梓欣造 大久保正信 渡部猛 仲木隆司 広瀬正志 笹岡繁蔵 石森達幸 沢木郁也 岡和男 |                                    |
|                |                                |                               | |                                    |
| 演出           | 演出                           |                               | 春日正伸 |                                    |
| 翻訳           | 翻訳                           |                               | 山田実 |                                    |
| 効果           | 効果                           |                               | 赤塚不二夫                                                                                                   |                                    |
| 調整           | 調整                           |                               | 坂巻四郎 |                                    |
| 制作           | 制作                           |                               | グロービジョン                                                                                               |                                    |
| 解説           | 解説                           | 淀川長治                      | 高島忠夫 | 荻昌弘                             |
| 初回放送       | 初回放送                       | 1975年8月3日 『日曜洋画劇場』 | 1979年11月30日 『ゴールデン洋画劇場』                                                                        | 1982年6月28日 『月曜ロードショー』 |